# Финно-угорские языки
Фи́нно-уго́рские языки́ (встречается также вариант у́гро-фи́нские) — группа родственных языков, образующих ветвь в составе уральской языковой семьи; им предшествовали пра-финно-угорский язык и прауральский язык. Делятся на финно-пермские и угорские языки, родственны самодийским языкам.
Эти языки распространены в Венгрии, Норвегии, России, Финляндии, Швеции, Эстонии и других странах. Записываются при помощи латиницы или кириллицы.
Это, в основном, агглютинативные языки с хорошо развитой падежной системой и системой аффиксов принадлежности, не различающие грамматических родов. В фонетике им свойственна гармония гласных.
На финно-угорские языки долгое время влияли индоевропейские и другие находящиеся по соседству с ними языки, что выражается, прежде всего, в большом количестве заимствований в их современной лексике.

## История развития
Традиционно считалось, что уральский праязык распался на две ветви — финно-угорскую и самодийскую, поскольку самодийская лексика значительно отличается от лексики всех прочих уральских языков. Тем не менее многие современные лингвисты подвергают сомнению существование финно-угорского праязыка как отдельного этапа, поскольку не было обнаружено общих для всех финно-угорских языков нововведений в фонологии, морфологии и лексике. Лексическое своеобразие самодийского языка считается итогом более быстрой скорости лексической замены, чем в финно-угорских языках — возможно, из-за заимствований из неизвестных субстратных или адстратных языков.
Существование финно-угорского этапа в настоящее время поддерживают уралисты Юха Янхунен и Владимир Напольских, тогда как Тапани Салминен, Анте Айкио, Янне Саарикиви, Яакко Хяккинен, Юхо Пюстюнен, Петри Каллио и Михаил Живлов его отвергают.

## Классификация
В составе финно-угорской ветви языков выделяются следующие группы и языки:
- Угорская подветвь
  - венгерский язык
  - обско-угорская группа в Западной Сибири
    - хантыйский язык (устаревшее — обско-остяцкий)
    - мансийский язык (устаревшее — вогульский), каждый из которых делится на большое количество наречий (возможно, отдельных языков).
- Финно-пермская подветвь
  - пермская группа
    - удмуртский язык
    - коми-зырянский язык
    - коми-пермяцкий язык
      - коми-язьвинский язык

  - марийская группа
    - горномарийский язык (западный)
    - северо-западный марийский язык
    - луговомарийский язык

  - мерянский язык †
  - муромский язык †
  - мещерский язык †
  - мордовская группа
    - мокшанский язык
    - эрзянский язык

  - прибалтийско-финская группа
    - Северная подветвь
      - финский язык
        - квенский язык
        - меянкиели
        - ингерманландский финский язык

      - ижорский язык
      - карельский язык
        - собственно-карельское наречие
        - ливвиковское наречие
        - людиковское наречие
        - тверской карельский
          - дёржанский говор

      - вепсский язык

    - Южная подветвь
      - водский язык
      - эстонский
        - южноэстонский язык
        - выруский диалект
        - сету

      - ливский язык  — северо-западная Латвия (Курземе)

  - саамская группа
    - Западносаамский кластер
      - южносаамский язык — Норвегия и Швеция
      - уме-саамский язык (ууме) — Норвегия и Швеция
      - луле-саамский язык (лууле) — Норвегия и Швеция
      - пите-саамский язык (пите) — Норвегия и Швеция
      - северносаамский язык — Норвегия, Швеция и Финляндия

    - Восточносаамский кластер
      - бабинский саамский язык (аккала) † — Россия
      - кеми-саамский язык † — саамы центральной Финляндии
      - инари-саамский язык — Финляндия
      - йоканьгско-саамский язык (терско-саамский) — Россия
      - кильдинский саамский язык — Россия
      - колтта-саамский язык (сколт, включая нотозерский диалект в России)

До сих пор окончательно не выяснено происхождение ныне исчезнувшего биармского языка, на котором разговаривала народность биармов, ранее проживавших в устье Северной Двины и на восточном побережье Белого моря, и который, несомненно, относился к финским языкам. Одни лингвисты, основываясь на сведениях из норвежских саг о том, что «язык биармов похож на язык лесных финнов», считают его языком прибалто-финской группы; другие же, основываясь на схожести названий «Биармия» и «Пермь», считают биармский язык языком пермской группы. В последнее время на основании субстратной топонимии Русского Севера выделяют вымершую севернофинскую группу финно-пермских диалектов, на которых говорили финны Заволочья, в том числе и биармы.

## Распространение и число носителей
На финно-угорских языках говорят на севере и северо-западе Европы, в Центральной Европе (венгерский) и в Сибири (хантыйский и мансийский). Основными странами, где на них говорят, являются Россия (карельский, вепсский, ижорский, водский, кильдинский саамский, йоканьгско-саамский, марийский, мокшанский, эрзянский, коми, удмуртский, хантыйский и мансийский), Венгрия и Румыния (венгерский), Финляндия (финский, коллта-саамский, инари-саамский, северносаамский), Эстония (эстонский), Швеция (северносаамский), Норвегия (квенский, южносаамский, луле-саамский и северносаамский) и Латвия (ливский). 
Больше всего носителей из этих языков в настоящее время имеет венгерский язык — около 14 млн человек на 2023 год; за ним следуют финский — около 5 млн, и эстонский — 1,2 млн. Из саамских языков больше всего носителей имеет северносаамский — около 25 000. 
Меньше всего носителей имеют хантыйский — около 14 000 человек, мансийский — около 2000 человек, вепсский — около 3000, инари-саамский — 400, кильдинский саамский — 341, ижорский — 76, водский — 21, йоканьгско-саамский — 2; на ливском языке, который ранее считался мёртвым, говорят, по сообщениям, один человек в качестве первого языка и ещё 40 в качестве второго.

## Письменность
Самый ранний известный письменный документ на одном из финно-угорских языков, а именно — на венгерском — надгробная речь «Halotti Beszéd»; это короткий перевод с латыни, выполненный, скорее всего, в XIII веке нашей эры. Состоящий из двенадцати карельских слов текст также относится к этому веку. Для раннего языка коми был в XIV веке создан собственный алфавит — анбур. Венгерский язык также имел рунический алфавит. Первые письменные труды на финском и эстонском языках относятся к XVI веку, а на саамских языках письменные работы начали появляться в XVII веке. Начиная с этого века почти все финно-угорские языки были уже письменными. Их письменности основаны на письменностях государственных языков тех стран, где на них говорят; исключениями являются, например, карельский и вепсский языки, письменности которых (см. вепсская письменность и карельская письменность) существуют на основе латиницы, а не кириллицы, хотя на них и говорят в России.

## Особенности

### Фонетика и фонология
Что касается фонетики финно-угорских языков, стоит отметить, что предшествовавший им прауральский язык не имел противопоставления по звонкости—глухости: в частности, противопоставлений [b] — [p], [g] — [k] и [s] — [z]. Несмотря на это, в некоторых современных финно-угорских языках, как например ливвиковский карельский, вепсский, венгерский и коми, это противопоставление наблюдается, поэтому можно говорить о возможном влиянии соседних тюркских или индоевропейских языков.
В большинстве современных финно-угорских наблюдается гармония гласных, что распространяется и на грамматические аффиксы: фин. talossani «в моём доме», но järvessäni «в моём озере» (инессив); в некоторых, как например финский, эстонский и саамские, также имеется чередование ступеней согласных: северносаам. borrat «есть, кушать» — boran «я ем» — borren «я ел» и т. п.
Долгота гласных в некоторых из этих языков, как например венгерский, является смыслоразличительной; в других, как например финский, смыслоразличительной является и долгота согласных; в эстонском и гласные, и согласные звуки имеют три ступени долготы—краткости.
Что касается ударения, то в некоторых из этих языков оно падает на первый слог (прибалтийско-финские, венгерский), в других — не имеет постоянного места (луговомарийский) или находится на последнем слоге (удмуртский).

### Морфология

#### Принадлежность
Во многих финно-угорских языках притяжательные прилагательные и местоимения, такие как «мой» или «твой», употребляются редко. Обладание, вместо этого, выражается склонением. В тех языках, которые развивались в сторону флективных, для выражения обладания используется личное местоимение в родительном падеже. Например, «моя собака» на эстонском языке звучит как mu koer, на разговорном финском — mun koira, на северносаамском — mu beana (дословно — «собака меня») или, с использованием склонения, beatnagan («собака-моя»), на языке коми — менам пон («моя собака») или менам понмӧй. В других языках для этого используются притяжательные суффиксы, иногда вместе с местоимением в родительном падеже: так, «моя собака» на литературном финском языке звучит minun koirani (дословно — «меня собака-моя»), от слова koira «собака». В марийском языке — мыйын пием, от слова пий «собака». В венгерском языке местоимения в именительном падеже могут идти вместе со словом с притяжательным суффиксом. Например, «собака» — kutya, «моя собака» — az én kutyám («(это) я собака-моя», az — определённый артикль) или просто a kutyám («(это) собака-моя»). Тем не менее в венгерском существуют и самостоятельные притяжательные местоимения: enyém («мой»), tiéd («твой»), и т. д. Они также могут склоняться: например, enyém (им. п.), enyémet (вин. п.), enyémnek (дат. п.), и т. д. Эти местоимения употребляются в качестве именного сказуемого: неправильно было бы сказать enyém kutya, но на вопрос Kié ez a kutya? («Чья это собака?») можно ответить Ez a kutya az enyém («Эта собака — моя») или просто Az enyém («Моя»).

#### Аффиксы, предлоги и послелоги
В прауральском языке не использовались приставки и предлоги. Кроме того, прилагательные, числительные и указательные местоимения изначально не согласовывались при склонении с существительным, к которому они относятся, что сохранилось в современном венгерском языке. В прибалтийско-финских языках, однако, сегодня наблюдается согласование определяющих слов с определяемым: фин. neljä-ssä iso-ssa talo-ssa «в четырёх больших домах» (инессив, суффикс -ssa) — сравните с венгерским a négy nagy ház-ban, где суффикс инессива -ban получает лишь слово ház «дом».

#### Род
Финно-угорские языки в большинстве случаев не имеют различия существительных и личных местоимений по роду.

#### Падеж
Количество падежей в разных современных финно-угорских языках значительно разнится. Наименьшее наблюдается в некоторых диалектах хантыйского (где их три); в венгерском же количество падежей, по мнению некоторых языковедов, превышает двадцать. Среднее количество падежей в этих языках — двенадцать.

#### Число
Финно-угорские языки имеют либо два (единственное и множественное), либо три числа (также двойственное — в частности, оно есть в хантыйском, мансийском и саамских языках). Показатели множественного числа у этих языков очень различны: фин. -t, -i (talo «дом» — talot «дома́», taloissa «в домах»), мар. -влак, коми -яс и др. Исходя из этого, можно предположить, что прауральский язык не имел чёткого показателя множественного числа.

#### Артикль
Определённость в финно-угорских языках может выражаться разными способами. Артикль (az — определённый, egy — неопределённый) имеет лишь венгерский язык. Мордовские языки имеют три набора падежных суффиксов — «неопределённые», «определённые единственного числа» и «определённые множественного числа» (kudo-so «в (каком-то) доме», kudo-so-ńt′ «в (определённом) доме», kudo-t′ńe-sə «в (определённых) домах»). В языке коми определённость выражается при помощи притяжательных местоимений (kerka-ys/yd «(определённый) дом» или «его/твой дом»).

#### Глагол-связка
Финно-угорские языки используют в качестве глагола-связки глагол «быть», причём, кроме выражения состояния и местонахождения, у него могут быть и другие значения, как например в финском и венгерском языках, где он, сочетаясь с падежами, заменяет глагол «иметь»: фин. Isä-llä (адессив) on talo «У отца есть дом» (буквально: „На отце есть дом“, где on — глагол-связка). Использование глагола-связки обязательно в прибалтийско-финских и саамских языках; в пермских оно не является обязательным; в венгерском отрицательный глагол не используется лишь в третьем лице единственном числе настоящего времени.

#### Отрицание
В финно-пермских языках глагольное отрицание выражается с помощью вспомогательного глагола, который спрягается: например, фин. menen «иду» — en mene «не иду», et mene «не идёшь» и т. д. В эстонском спряжение этого глагола сохраняется лишь в повелительном наклонении. В угорских языках, вместо отрицательного глагола, используются отрицательные частицы: например, венг. tudom «знаю» — nem tudom «не знаю».

#### Грамматические категории глагола
Спряжение глагола по числам и лицам имеют все современные финно-угорские языки. Венгерский язык обладает двумя наборами личных глагольных окончаний в зависимости от определённости дополнения: Olvas-om a level-et «Я читаю (это, определённое) письмо» — Olvas-ok egy level-et «Я читаю (какое-то) письмо». Хантыйский различает также «пассивное» спряжение: Kitta-j-m «Меня посылают», где -j- указывает на пассивность.
В прауральском языке для выражения времени не использовались вспомогательные глаголы, которые сегодня используются в современных прибалтийско-финских, саамских и венгерском языках — например, в финском, как в немецком, перфект выражается с помощью вспомогательного глагола olla «быть» и основного глагола.
В современных венгерском и эстонском языках появились глагольно-видовые приставки, которых не было в прауральском: tanul «учить» — megtanul «выучить» (meg- указывает на совершенный вид).

### Порядок слов
Среди «восточных» финно-угорских языков, в основном, прослеживается порядок слов «подлежащее—дополнение—основной глагол—вспомогательный глагол», причём все эти составляющие, кроме основного глагола, являющегося ядром любого предложения, могут быть опущены. Пример из марийского языка: joltaš-em-vlak lum tol-mə-m vuč-aš tüŋal-ət «Мои друзья стали ждать прихода снега» (буквально: „друг-мой-[множественное число] снег приход-[винительный падеж] начинать-ждать-3 л. мн.“). Венгерский, саамские и прибалтийско-финские языки проявляют чаще всего порядок слов «подлежащее—сказуемое—дополнение». Например, фин. Isä osti talo-n «Отец купил дом», венг. János keres egy ház-at «Янош ищет дом». Порядок слов в этих языках, тем не менее, может быть изменён, в том числе и для постановки смыслового ударения: венг. János egy házat keres «Янош ищет (именно) дом».

#### Вопросительное предложение
В прауральском языке вопросы задавались с помощью вопросительных местоимений, начинавшихся с [k] и [m], что видно и в современных финно-угорских языках: фин. kuka? «кто?» и mikä? «что?», венг. ki «кто?», mi «что?». Вопросы вида «да—нет» задавались путём присоединения вопросительной частицы к глаголу, что видно в сегодняшнем финском языке, в котором к глаголу при подобном вопросе присоединяется частица -ko (-kö): например, mene-n-kö «иду ли я?» и e-n-kö minä mene? «не иду ли я?» (при этом глагол переходит в начало предложения). В настоящее время в этих языках для образования вопроса часто применяется также интонация.

#### Служебные слова
Так как в настоящее время во многих финно-угорских языках наблюдаются заимствованные из других языков служебные слова (фин. ja «и» — из германских языков, мар. da «чтобы», ni... ni «ни... ни» — из русского), можно сделать вывод, что в прауральском языке соединительных слов наподобие «и» не было. Вместо их использования, связь в финно-угорских языках и сегодня может выражаться бессоюзно: например, мар. keče peš purgəžan poranan ulmaš «Погода была ветряной и снежной» (буквально: „Погода очень ветряная снежная была“), ača-ž aba-št «Их отец и мать» („отец-его мать-их“), nuno batə-ž-ẖḥn «Он и его жена» („они жена-его с“), фин. Kirja-n lue-ttu-a-ni «Когда я прочитал книгу…» („книга-генитив читать-страдательное причастие прошедшего времени-партитив-мой“).

### Лексика

#### Когнаты
Сравнительная таблица некоторых когнатов в разных финно-угорских языках:
| Русский             | Прауральский | Финский        | Вепсский       | Саамские | Луговомарийский | Коми | Венгерский |
| ------------------- | ------------ | -------------- | -------------- | -------- | --------------- | ---- | ---------- |
| Голова, оконечность | paŋe         | pää            | pä             | —        | —               | пот  | fej        |
| Дерево              | puve         | puu            | pu             | —        | пу              | пу   | fa         |
| Рыба                | kala         | kala           | kala           | guolle   | кол             | —    | hal        |
| Дом, хижина         | kota         | kota           | koda           | goatte   | кудо            | -ка  | ház        |
| Кто                 | ken          | kene-          | ken            | gi       | кö              | кин  | ki         |
| Знать               | tumte-       | tunte-         | tunde-         | dow‘dâ-  | —               | тöд- | tud        |
| Давать              | amta-        | anta-          | anda-          | vuow‘de- | омта-           | уд-  | ad         |
| Идти                | mene-        | men-           | män-           | mânnâ-   | мия-            | мун- | men-       |
| Глаз                | silmä        | silmä          | sil‘m          | čalb‘me  | шинча           | син  | szem       |
| Мышь                | šiŋer        | hiiri          | hir‘           | —        | —               | шыр  | egér       |
| Лёд                 | jäŋe         | jää            | jä             | jiegŋâ   | ий              | йи   | jég        |
| Вода                | vete         | vesi (vete-)   | vezi (vede-)   | —        | вӱд             | ва   | víz        |
| Один                | ükte         | yksi (yhte-)   | üks‘ (yhde-)   | ok‘tâ    | икыт            | öтік | —          |
| Два                 | kakte        | kaksi (kahte-) | kaks‘ (kahde-) | guok‘te  | кокыт           | кык  | két        |

### Заимствования
Кроме слов, образованных из корней, отмечаемых ещё в прафинно-угорском языке, в словарном составе современных финно-угорских языков обнаруживается большое количество заимствований из языков, с носителями которых долгое время соседствовали финно-угры. Так, в современном венгерском языке особенно много заимствований из славянских и тюркских (до 30 % от общего словарного состава); в финском — из германских и балтийских; в вепсском, ижорском и карельском языках отмечается широкий пласт заимствований из русского — как более древних, так и современных.
Отмечается пласт древних заимствований иранского происхождения: например, венг. tíz «десять», коми сур «пиво», кильдин.-саам. пуаз «северный олень», фин. arvo «ценность» и др.
В словарном составе саамских языков возможно наличие палеоевропейских субстратных слов неясного происхождения. Слов без точно установленного происхождения также немало, например, в финском и венгерском (до 30 % от общего словарного состава) языках.
В некоторых финно-угорских языках слова в настоящее время создаются из исконных корней (языковой пуризм) и корней древних заимствований во избежание заимствования современных международных слов: фин. puhelin «телефон» — от puhua «говорить», вен. számítógép «компьютер» — от számító «вычисление» и gép «устройство» и др.

#### Словообразование
Финно-угорские языки позволяют соединять в пределах одного слова несколько корней и аффиксов, что иногда приводит к появления очень длинных слов: фин. talo-ttom-uude-ssa-ni-kin «даже в моей бездомности» (буквально: „дом-без-ность-в-мой-даже“), на венгерском то же самое будет ház-atlan-ság-om-ban. При словосложении определяющее слово идёт в получившемся сложном слове первым: фин. taloryhmä «группа домов» („дом-группа“).
Деривация от глаголов была развита уже в прауральском языке. Современный финский глагол lähteä «выходить, уходить, отправляться» (основа — lähde-), например, позволяет образовать следующие слова-дериваты: lähde «источник», lähtijä «уходящий», «тот, кто уходит» (существительное), lähtevä «уходящий» (причастие), lähtö «уход», lähteminen «покидание, отправление» (герундий, или «четвёртый инфинитив»).

## История изучения
Уральские народы впервые упоминаются в «Германии» древнеримского историка Публия Корнелия Тацита, где сказано о народе фенни (обычно этот народ определяют как древних саамов) и о двух предположительно финно-угорских племенах, живших в отдалённых областях Скандинавии.
В конце XV века европейские исследователи отметили сходство названий Хунгария и Югрия (область, находившаяся к востоку от Урала). Они предположили между ними связь, но не нашли лингвистических доказательств. В 1671 году шведский учёный Георг Шернъельм (1598—1672) описал сходство саамских («лапландских»), финского и эстонского языков, а также отметил несколько похожих слов в финском и венгерском языках. В это же время немецкий учёный Мартин Фогель попытался найти связь между финским, саамскими («лапландскими») и венгерским языками. Таким образом, эти два исследователя были первыми, кто указал на то, что позднее стали называть «финно-угорскими языками».
В 1717 году шведский профессор Улоф Рудбек младший (1660—1740) предложил около 100 этимологических связей между финским и венгерским языками, из которых около 40 и в настоящее время считаются верными (Коллиндер, 1965). В этом же году немецкий учёный Иоганн Георг фон Экхарт (работа которого была опубликована в «Collectanea Etymologica» Лейбница) впервые предположил связь финно-угорских языков с самодийскими.
Все языки, составляющие финно-угорскую ветвь, были известны уже к 1770 году, то есть за 20 лет до появления индоевропеистики. Тем не менее результаты исследований не сразу получили признание: в частности, среди венгерской интеллигенции была распространена теория о тюркском происхождении венгерского языка, что было охарактеризовано Рюленом в 1987 году как следствие «дикого и неудержимого романтизма эпохи»; и всё же, несмотря на неприятие этой теории учёными в то время, венгерский иезуит Янош Шайнович в 1770 году предположил связь между венгерским и саамскими языками. В 1799 году венгр Самуэль Дьярмати обнародовал результаты наиболее полного в то время исследования финно-угорских языков.
К началу XIX века финно-угорские языки были изучены лучше, чем индоевропейские, однако развитие сравнительной лингвистики индоевропейских языков имело в то время большее значение, поэтому изучение финно-угорских языков отошло на второй план. Венгрия была единственным в то время европейской областью (входившей в состав Австрийской империи Габсбургов), где, из-за сепаратистских настроений в обществе, изучению финно-угорских языков могло уделяться больше внимания, чем изучению индоевропейских (так как Финляндия и Эстония были тогда частью Российской империи). Политическая обстановка, однако, не способствовала развитию там сравнительной лингвистики. Некоторый прогресс произошёл с выходом работы немецкого лингвиста Йозефа Буденца, который на протяжении 20 лет был ведущим специалистом Венгрии по финно-угорским языкам. В конце XIX века вклад в изучение внёс венгерский лингвист Игнац Халас, опубликовавший в 1890-х годах значительный сравнительный материал по финно-угорским и самодийским языкам. Его работа стала основой для широкого признания родства между этими языками.